# Hartwrightia floridana
Hartwrightia floridana là một loài thực vật có hoa trong họ Cúc. Loài này được A.Gray ex S.Watson mô tả khoa học đầu tiên năm 1888.